# 万耶利斯·米马拉基斯

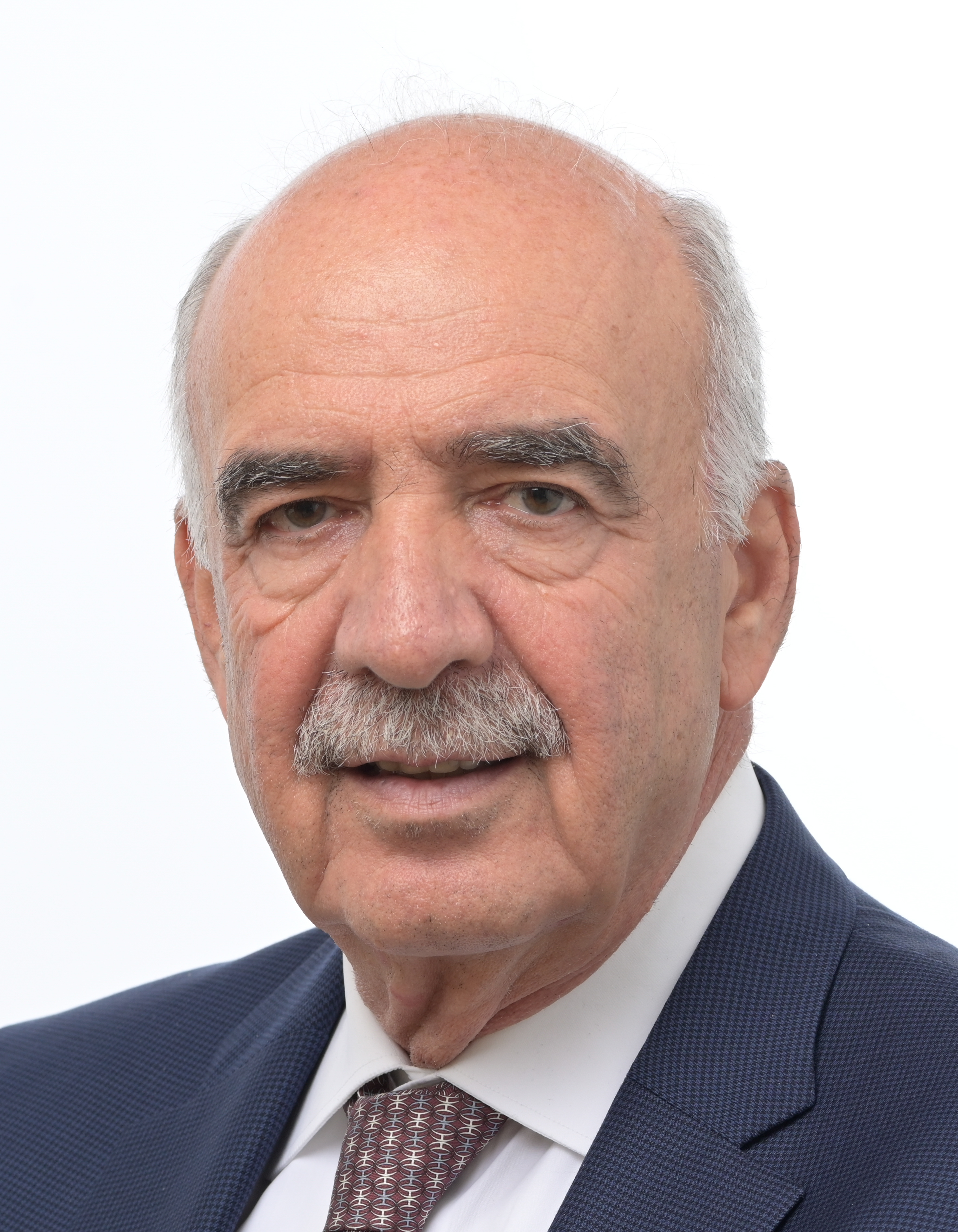
万耶利斯·米马拉基斯

埃万耶洛斯-瓦西利奥斯·“万耶利斯”·米马拉基斯（希臘語：Ευάγγελος-Βασίλειος "Βαγγέλης" Μεϊμαράκης，發音：[eˈvaɲɟelos vaˈsili.os vaɲˈɟelis mei̯maˈracis]；1953年12月14日—），希腊政治人物，前希腊国防部长。

## 生平
米马拉基斯生于雅典，曾就读于派迪昂大学，1974年，加入新民主党。
1992年至1993年，担任希腊文化部副部长，主管体育事务。